# Toxocara cati
Toxocara cati Schrank, 1788 è un verme nematode parassita del genere Toxocara, a sua volta appartenente alla famiglia delle Toxocaridae. Infesta abitualmente i felidi, in particolare i gatti domestici, ma occasionalmente può infestare anche l'uomo.
Questo nematode è di colore giallognolo (ma può andare dal bianco crema al brunastro) e può misurare fino a 10 cm di lunghezza. Gli esemplari adulti hanno un'estremità cervicale appuntita, da cui deriva il termine Toxocara (dal greco antico toxo, "freccia", "punta" e cara, "testa"). Le uova sono di forma ovalare, lunghe circa 75 micrometri e larghe circa 65. Le larve del verme possono passare facilmente dalla femmina adulta ospite ai cuccioli tramite il latte materno.
La trasmissione della parassitosi da T. cati avviene prevalentemente per contaminazione oro-fecale: le uova del verme, espulse con la defecazione dall'animale infestato, diventano parassitogene nell'arco di 3-4 settimane.  Le larve attecchiscono alle pareti dell'intestino tenue e da lì si sviluppano in esemplari adulti, ma possono migrare anche in altre parti dell'organismo, come i polmoni, il fegato e la trachea.
La prevalenza del nematode nei gatti è stimata essere attorno al 17%, con notevoli differenze tra le aree del mondo: supererebbe infatti il 40% in Africa, mentre sarebbe inferiore al 13% in America meridionale.

## Clinica
Nei gatti infestati dal parassita, il quadro clinico comprende tipicamente vomito, perdita dell'appetito e un ritardo della crescita negli esemplari immaturi. Gli animali con infestazione da T. cati possono apparire magri e malati. Il deperimento generale dei cuccioli di gatto infestati è molto serio è può portare alla morte per malnutrizione, dovuta sia al sequestro delle sostanze nutritive da parte dei parassiti, sia alla diminuzione dell'appetito.
Gli animali possono manifestare anche coliche addominali, gonfiore addominale e diarrea. Se il numero di parassiti presenti è piuttosto basso, l'infestazione può essere asintomatica.

### La toxocariasi negli esseri umani
Occasionalmente gli esseri umani possono contrarre questa parassitosi, specie se entrano frequentemente in contatto con il pelo dell'animale infestato e in seguito portano le mani alla bocca senza essersele prima lavate. In tal caso la patogenicità è direttamente a carico delle larve; possono verificarsi fenomeni di larva migrans cutanea, ma più frequentemente esse migrano verso gli organi viscere, causando segni e sintomi diversi a seconda della localizzazione: possono provocare febbre, polmoniti, tosse e disturbi della visione.
Due forme di toxocariasi umana sono particolarmente gravi: la toxocariasi viscerale e la toxocariasi oculare; entrambe sono più frequenti in età infantile.
La malattia viscerale può consistere in febbre, dispnea, epatomegalia, dolore addominale, anoressia e rash cutaneo. Se le larve migrano nel sistema nervoso centrale, possono determinare meningite eosinofila, encefalite, neurite ottica o altre patologie neurologiche. All'esame del sangue, gli individui con toxocariasi viscerale mostrano quasi sempre una marcata eosinofilia periferica, anemia e ipergammaglobulinemia.
La malattia oculare, che generalmente interessa un solo occhio, può manifestarsi con strabismo, diminuzione del visus e leucocoria; l'occhio infestato dalle larve (anche entrambi gli occhi, in alcuni casi) può riportare gravi danni permanenti nella funzionalità visiva.

## Trattamento
Nei gatti, molti farmaci antielmintici possono uccidere gli esemplari adulti di T. cati; tra di essi, l'ivermectina, l'emodepside, il fenbendazolo, la milbemicina e la moxidectina. Poiché questi farmaci sono in genere inefficaci nell'eliminare gli esemplari immaturi, il trattamento antielmintico si compone di dosi multiple somministrate a distanza di 2-3 settimane l'una dall'altra, al fine di uccidere gli esemplari che di volta in volta, giunti a maturazione, sono diventati suscettibili ai farmaci.
Nell'organismo umano, poiché le larve non vi riescono a maturare, la toxocariasi tende in genere a risolversi spontaneamente nell'arco di 6-18 mesi; sono talvolta prescritti corticosteroidi in caso di toxocariasi severa, sia nella forma viscerale che in quella oculare.